# 내몽골 자치구의 코로나19 범유행
다음은 내몽골 자치구의 코로나19 범유행 현황에 대한 설명이다.

## 연혁

### 1월
1월 23일, 내몽골 자치구 만저우리시는 새로운 코로나바이러스 폐렴의 확진환자를 발견했다. 30세 남성인 이 환자는 우한에 살면서 의류 사업을 하고 있다. 지난 21일 만저우리로 여행을 다녀온 뒤 곧바로 만저우리 인민병원 응급실로 향했다. 현재 환자는 지정된 병원에서 격리치료를 받은 상태며 상태는 안정적이다. 현재 20여 명의 밀접접촉자를 추적해 정밀검사를 받고 있다.
1월 25일, 내몽골 보건복지위원회는 시링골 연맹에서 새로운 코로나바이러스 폐렴이 확인된 새로운 사례를 보고했다.
1월 26일, 내몽골 보건 보건 위원회는 5명의 새로운 코로나바이러스 폐렴 확진환자를 보고했다.
지난 1월 27일 내몽골 보건복지위원회는 바오터우시 2건, 싱안맹 1건, 퉁랴오시 1건 등 4건의 새로운 코로나바이러스 폐렴 확진자를 신고했는데 모두 3개 시에서 처음 확진자가 나왔다.
지난 1월 28일 내몽골 보건복지위원회는 바오터우시 1건, 츠펑시 1건 등 2건의 신종 코로나바이러스 폐렴이 새로 확진됐다고 보고했다.